# Richard Kelly
James Richard Kelly (Newport News, 28 marzo 1975) è un regista, sceneggiatore e produttore cinematografico statunitense.

## Biografia
Nato il 28 marzo 1975 a Newport News, Virginia, Kelly cresce a Midlothian, sempre nello stato della Virginia, diplomandosi nel 1993. Successivamente vince una borsa di studio per il corso di Cinema e Television all'Università della California del Sud, dove realizza due cortometraggi, The Goodbye Place e Visceral Matter, e diventa membro della compagnia Phi Delta Theta. Si laurea nel 1997.

### Carriera registica
È divenuto celebre grazie al film di fantascienza Donnie Darko (2001, uscito in Italia nel 2004), diventato un film cult in tutto il mondo, per il quale ricevette un compenso di soli 9.000 dollari, mentre il film fu realizzato con appena 4 milioni e mezzo di dollari. Per questo film fu candidato a 24 premi, vincendone 11, inclusa una candidatura ai Saturn Award. In seguito, la rivista statunitense Empire avrebbe collocato il film al secondo posto della classifica dei migliori 50 film indipendenti di tutti i tempi, dopo Le iene di Quentin Tarantino. Nel 2004, negli USA è uscita la versione director's cut del film, più lunga di 20 minuti, grazie all'insistenza dei fan, nonostante al suo debutto non avesse avuto un grande incasso. La versione lunga è stata anche presentata alla 61ª Mostra internazionale d'arte cinematografica di Venezia (2004) nella sezione Venezia Mezzanotte.
Ha anche scritto numerose sceneggiature che non sono mai state prodotte, tra cui gli adattamenti di Cat's Cradle di Kurt Vonnegut e Holes di Louis Sachar.
Il suo quarto lavoro, suo secondo lungometraggio, è stato Southland Tales - Così finisce il mondo, di cui venne proiettata una versione abbozzata al Festival di Cannes 2006. Il film uscì negli Stati Uniti il 16 novembre 2007 e annovera tra i suoi interpreti Dwayne Johnson, Sarah Michelle Gellar, Seann William Scott, Kevin Smith e Miranda Richardson.
Nel 2007 la compagnia di produzione di Kelly, la Darko Entertainment, annunciò che era in corso la produzione dell'adattamento del bestseller I Hope They Serve Beer in Hell di Bob Gosse. L'autore del libro, Tucker Max, scrisse sul suo blog a proposito del coinvolgimento di Richard Kelly nella lavorazione.
Nel 2009 è uscito il suo terzo lungometraggio, The Box, un thriller psicologico e fantascientifico con Cameron Diaz, James Marsden e Frank Langella, basato sul racconto Button, Button di Richard Matheson, già precedentemente riadattato per un episodio della serie Ai confini della realtà. Il film ottenne un budget di oltre 30 milioni di dollari dalla Media Rights Capital. Kelly ne parlò in questo modo: "Il mio intento è realizzare un film ad alta tensione e con ampi margini commerciali, pur mantenendo la mia sensibilità artistica". La colonna sonora originale è stata realizzata da Win Butler e Regine Chassagne, della band canadese Arcade Fire, e da Owen Pallett. Il film uscì dapprima in Australia, debuttando il 29 ottobre 2009, quindi negli Stati Uniti il 6 novembre 2009, distribuito in 2.635 sale e incassando circa sette milioni e mezzo di dollari nel primo week-end. Il film incassò al lordo 15.051.977 $ negli Stati Uniti, e 32.924.206 $ a livello mondiale. In Italia è stato distribuito il 21 luglio 2010 da Lucky Red, ricavando 274.000 € nel primo weekend e totalizzando poco meno di un milione e mezzo di euro nel complesso.

## Filmografia

### Regista
- The Goodbye Place (1996), cortometraggio
- Visceral Matter (1997), cortometraggio
- Donnie Darko (2001)
- Southland Tales - Così finisce il mondo (Southland Tales) (2006)
- The Box (2009)

### Sceneggiatore
- The Goodbye Place (1996), cortometraggio
- Visceral Matter (1997), cortometraggio
- Donnie Darko (2001)
- Domino, regia di Tony Scott (2005)
- Southland Tales - Così finisce il mondo (Southland Tales) (2006)
- The Box (2009)

### Produttore
- Il papà migliore del mondo (World's Greatest Dad), regia di Bobcat Goldthwait (2009)
- The Box (2009)
- I Hope They Serve Beer in Hell, regia di Bob Gosse (2009)
- Operation: Endgame, regia di Fouad Mikati (2010)